# Сьценгни
Сьценгни (пол. Ścięgny, нім. Steinseiffen) — село в Польщі, у гміні Подгужин Карконоського повіту Нижньосілезького воєводства.
Населення — 1045 осіб (2011).
У 1975-1998 роках село належало до Єленьогурського воєводства.

## Демографія
Демографічна структура станом на 31 березня 2011 року:
|          | Загалом | Допрацездатний вік | Працездатний вік | Постпрацездатний вік |
| -------- | ------- | ------------------ | ---------------- | -------------------- |
| Чоловіки | 499     | 92                 | 364              | 43                   |
| Жінки    | 546     | 99                 | 326              | 121                  |
| Разом    | 1045    | 191                | 690              | 164                  |

## Галерея

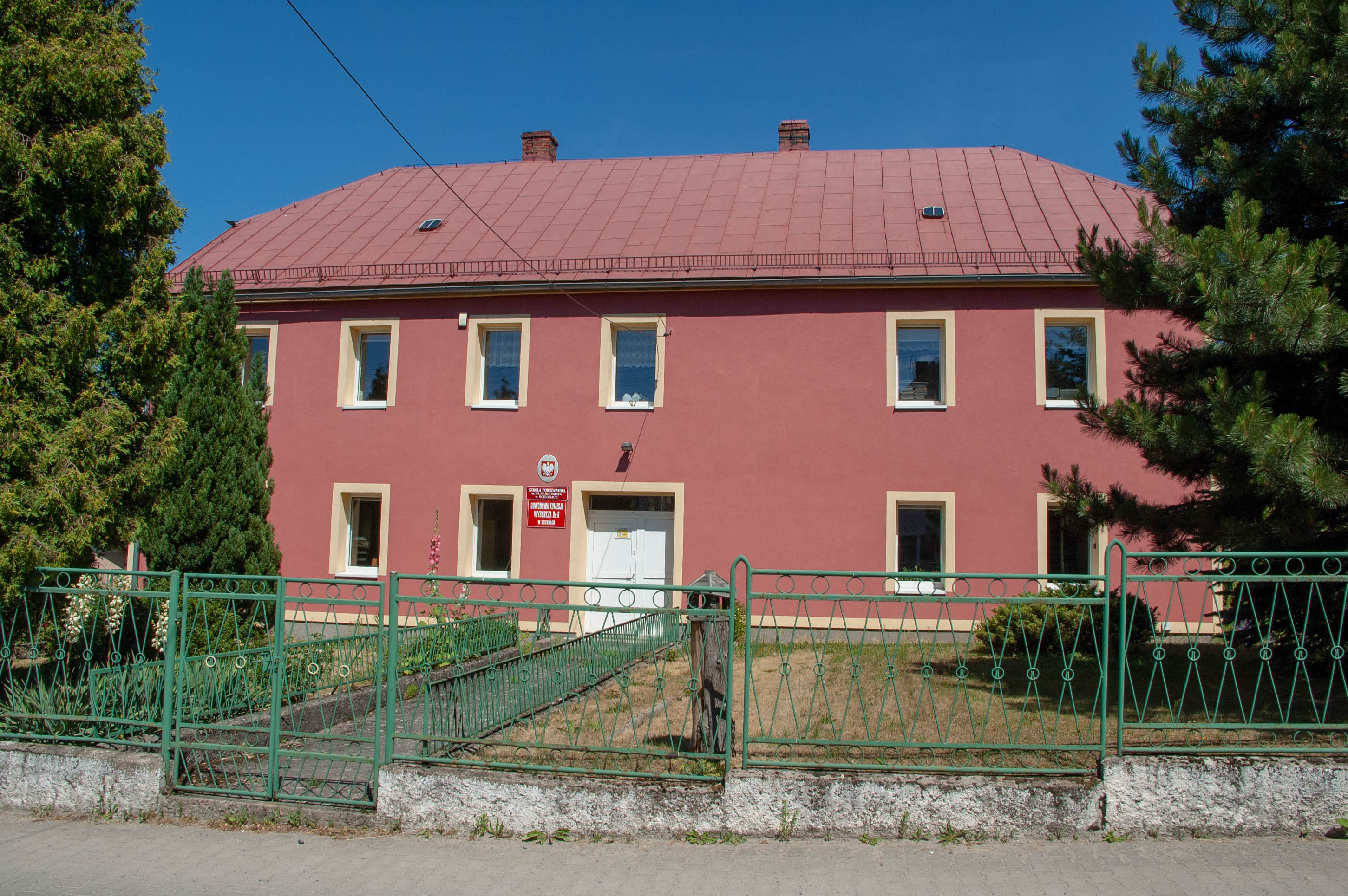
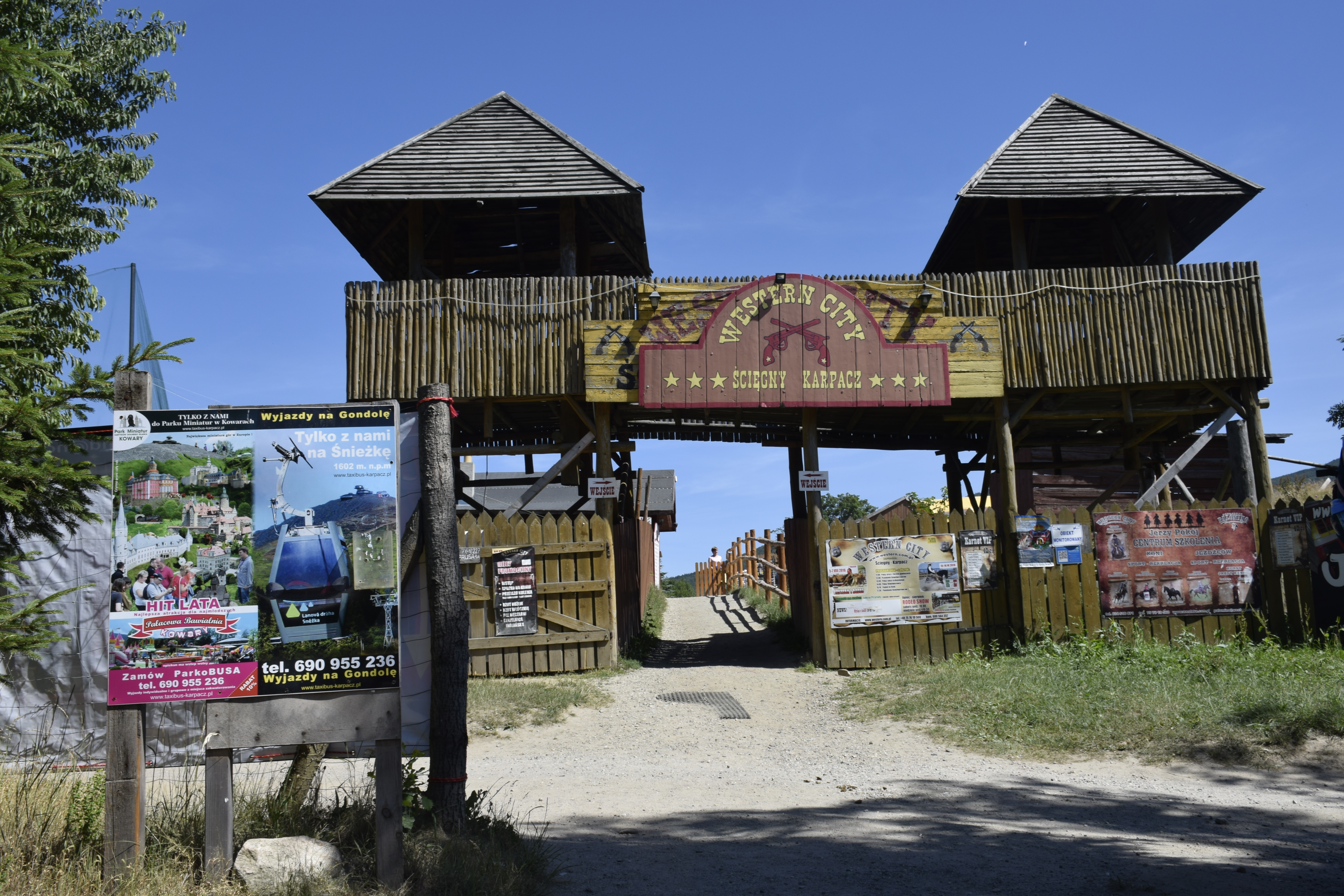
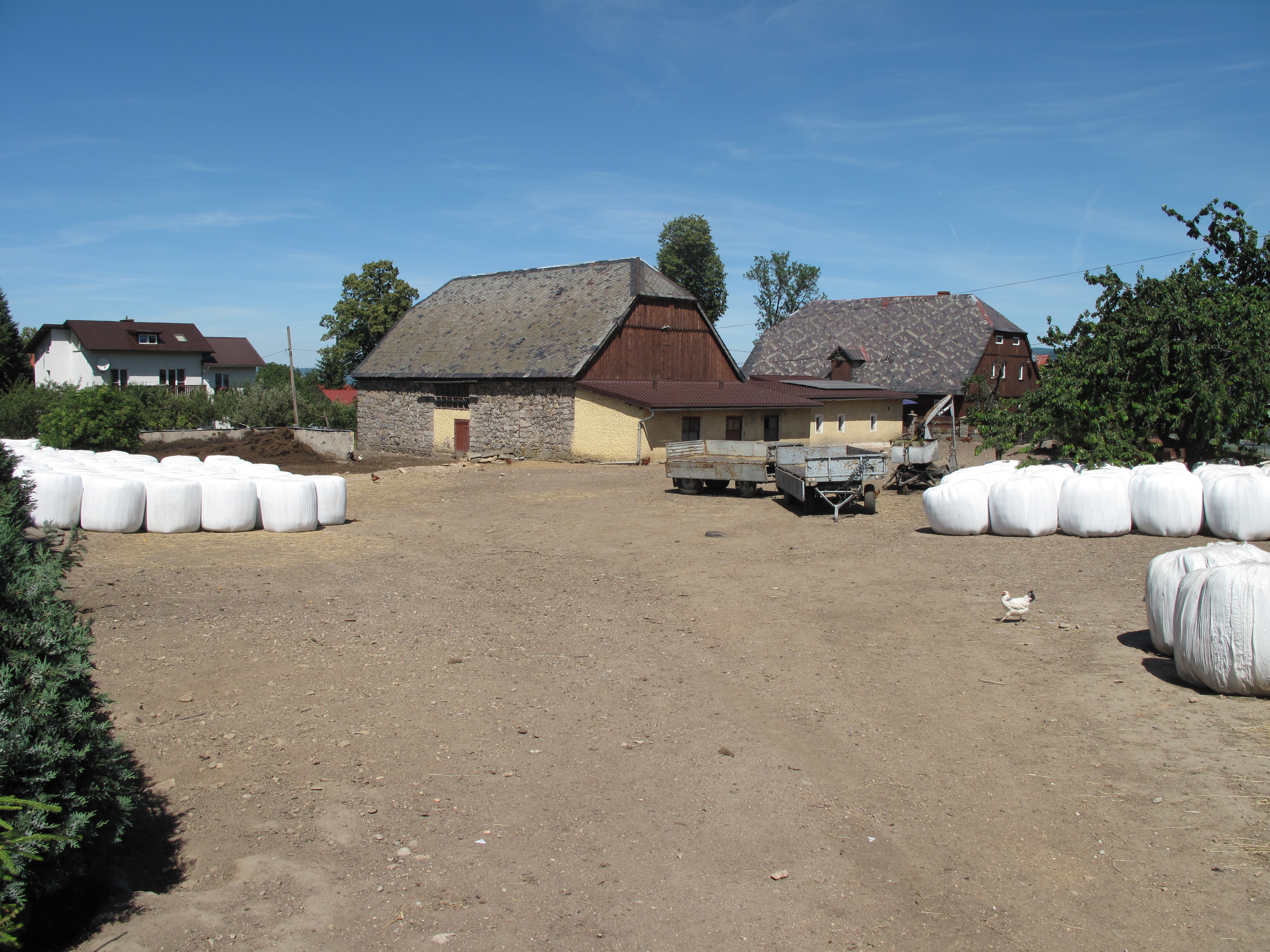